# Tęcza księżycowa

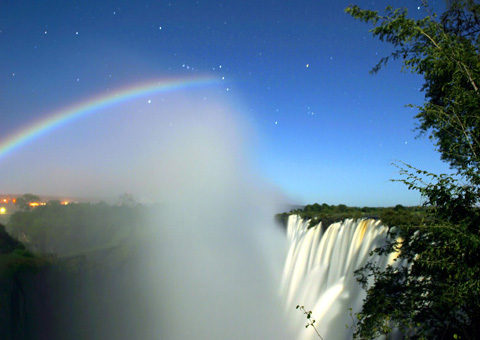
Zdjęcie tęczy księżycowej przy Wodospadzie Wiktorii (po stronie zambijskiej)

Tęcza księżycowa (ang. moonbow) – zjawisko optyczne i meteorologiczne przypominające tęczę, powstające w wyniku rozszczepienia światła Księżyca, załamującego się i odbijającego wewnątrz licznych kropli wody. W odróżnieniu od zwykłej tęczy, trudniej ją dostrzec z powodu bledszych kolorów (często widziane są również jako białe pierścienie), co wynika z mniejszej jasności blasku Księżyca. Tęcze księżycowe najłatwiej dostrzec podczas pełni.

## Wzmianki

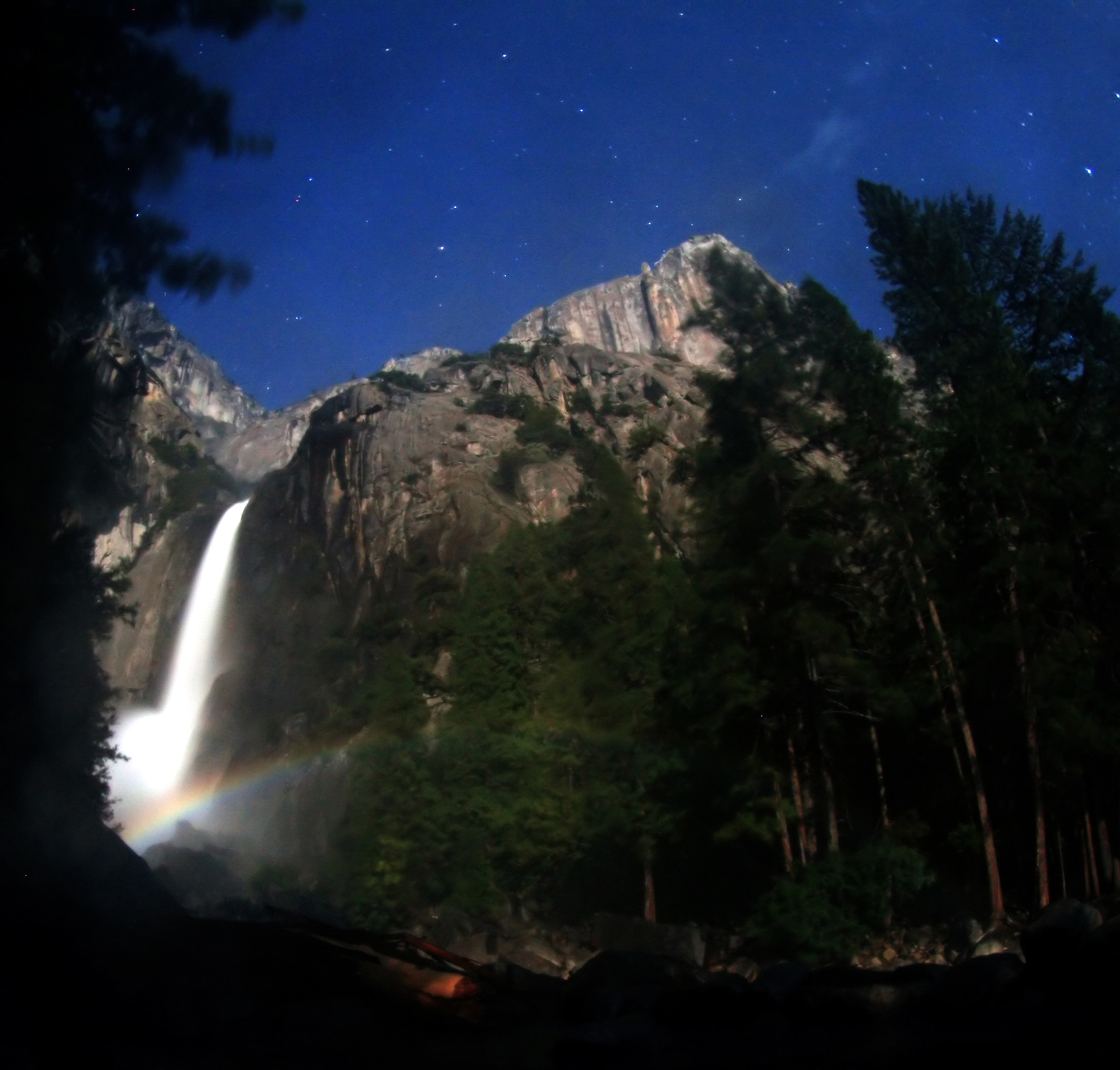
Tęcza księżycowa przy dolnym wodospadzie Yosemite

Jedne z pierwszych wzmianek pochodzi z Meteorologiki Arystotelesa sprzed około 350 lat p.n.e.
W jednej z rozpraw summy teologicznej „O błędach Arystotelesa” pojawia się wzmianka:

Że tęcza księżycowa może mieć miejsce tylko dwa razy na lat pięćdziesiąt, to chyba Arystoteles od kogo innego odpisał bo przecie sam miał sposobność przekonania się o mylności tego twierdzenia

## Występowanie
Tęcza księżycowa była zaobserwowana m.in. w pobliżu Wodospadów Wiktorii, Wallaman Falls (Australia), Yosemite Falls (Kalifornia, USA), Kihei (Maui, Hawaje, USA), Cumberland Falls (Kentucky, USA). Zjawisko zaobserwowano również w Europie, dokładniej w Wielkiej Brytanii, w okolicach Skipton w North Yorkshire.